# 本宿站 (愛知縣)
本宿站（日语：／ Motojuku eki */?）是位於愛知縣岡崎市本宿町字一里山，名古屋鐵道（名鐵）的名古屋本線車站。車站編號為NH08。

## 概要
急行以下類別的列車停站。舞木檢査場的回廠列車需途經此站。在現時時間表中，設有以此為終點站的的列車，包括在假日從東岡崎7:32出發的1班列車。也設有從此站出發的列車，包括在平日6:16出發的普通列車，經各務原線前往名鐵岐阜（東岡崎起為急行列車），以及6:44出發的普通列車前往新安城，以上2班。東岡崎、名古屋方向有許多普通列車在此站待避急行和準急，以進行緩急接續。反方面中，包括豐橋方面的急行列車之內，通常不會在此站待避。
在2011年3月26日修正中，從豐川線的2班下行快速特急列車（前往岐阜）停車。在2011年12月17日修正中，該2班列車變為1班快速特急和1班特急，並繼續維持在此站停車。這個停車是為在在快特與特急通過時，填補急行與急行列車之間的時間空隙。除了以上提及的特急和快速特急外，其他同類別列車均通過。
此車站最接近舊額田町與本宮山縣立自然公園闇苅溪谷。
此站被選定為第2回中部車站百選。

## 歷史
- 1926年（大正15年）4月1日 - 愛知電氣鐵道（日语：愛知電気鉄道）東岡崎至小坂井之間開通，此站啟用。
- 1935年（昭和10年）8月1日 - 愛知電氣鐵道與名岐鐵道合併，成為名古屋鐵道車站。
- 1961年（昭和36年）3月31日 - 設置第一種聯鎖裝置[1]。
- 1992年（平成4年）10月24日 - 國道1號擴寬，因此此站高架化[2]。設置自動閘機[3]。
- 2005年（平成17年）3月15日 - 車站可以使用交通儲值卡「Trans Pass（日语：トランパス (交通プリペイドカード)）」。
- 2011年（平成23年）2月11日 - 車站可以使用「manaca」IC卡。
- 2012年（平成24年）2月29日 - 交通儲值卡「Trans Pass」的服務終止，此站也不可使用其儲值卡。

## 車站構造
車站為一座高架車站，設有2面4線的島式月台，可容納8卡車廂。為全日有人車站，設有自動售票機、自動閘機、升降機和自動廣播系統。
在地面車站時代，車站大樓與附近的景觀形成為昭和復古風格。由於旁邊的國道1號擴寬，以及解決車站東邊的縣道阿藏本宿線（後來升級至國道473號）中不會開的平交道。在平成4年（1992年）把車站高架化，月台設在第2層，閘口等車站設施設在第1層。在高架化後，站前設有單向1線道路，以及國道1號擴寬至雙線雙程。使交通擠擁問題立刻得到解決。在車站前設有舊車站大樓的縮小模型。舊車站大樓當初計劃遷移至明治村博物館，但是由於費用等問題最後沒有這樣做。
在高架橋下設有由名鐵協商經營的出租車位。
在高架化時，建設了重60公里的路軌與彈性轉轍器，名電長澤方向的路段是前往分水嶺，走線呈S形的彎位，特急的通過速度為100km/h。但是，下行2號月台會在此站加速通過。
| 月台 | 路線       | 方向 | 目的地                 | 備註   |
| ---- | ---------- | ---- | ---------------------- | ------ |
| 1    | 名古屋本線 | 下行 | 東岡崎、名鐵名古屋方向 | 待避線 |
| 2    | 名古屋本線 | 下行 | 東岡崎、名鐵名古屋方向 | 本線   |
| 3    | 名古屋本線 | 上行 | 豐橋、豐川稻荷方向     | 本線   |
| 4    | 名古屋本線 | 上行 | 豐橋、豐川稻荷方向     | 待避線 |

平日6:44出發往新安城的普通列車會在4號月台出發。

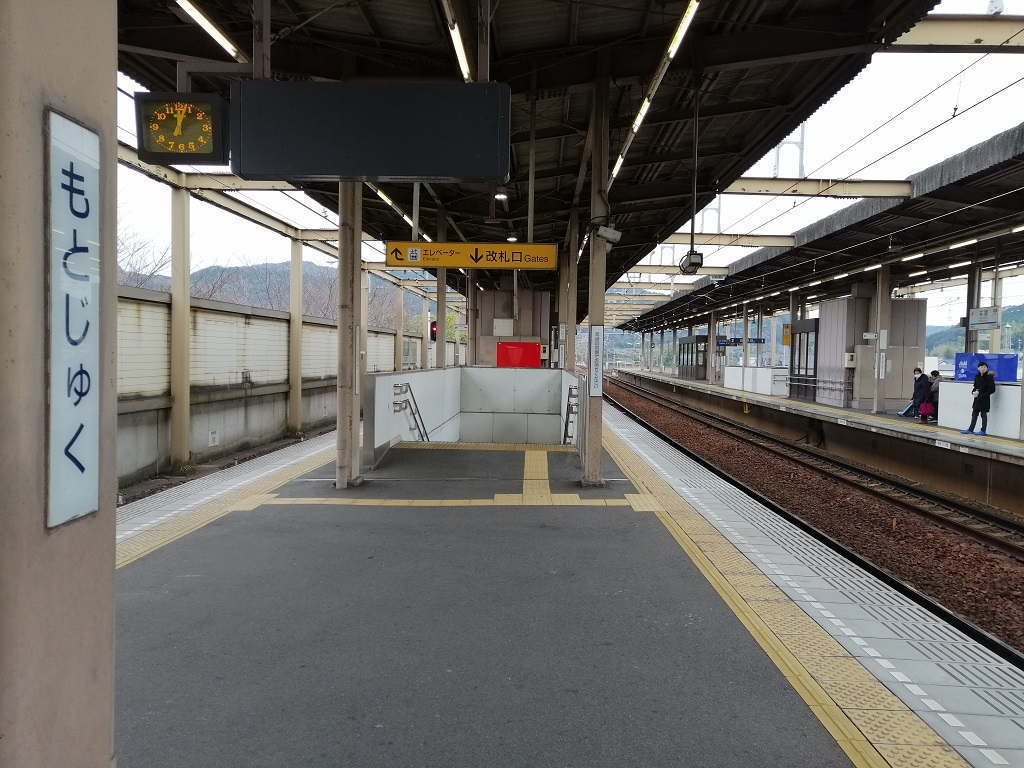
月台
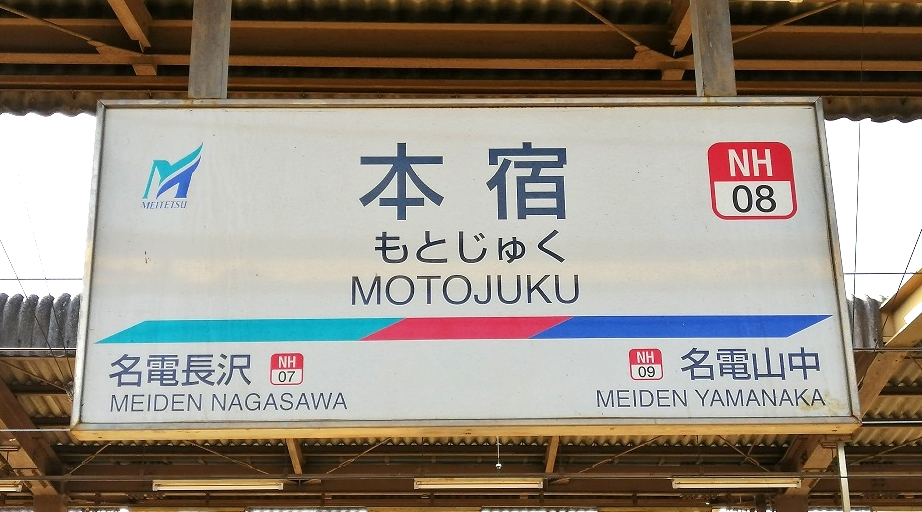
站名牌
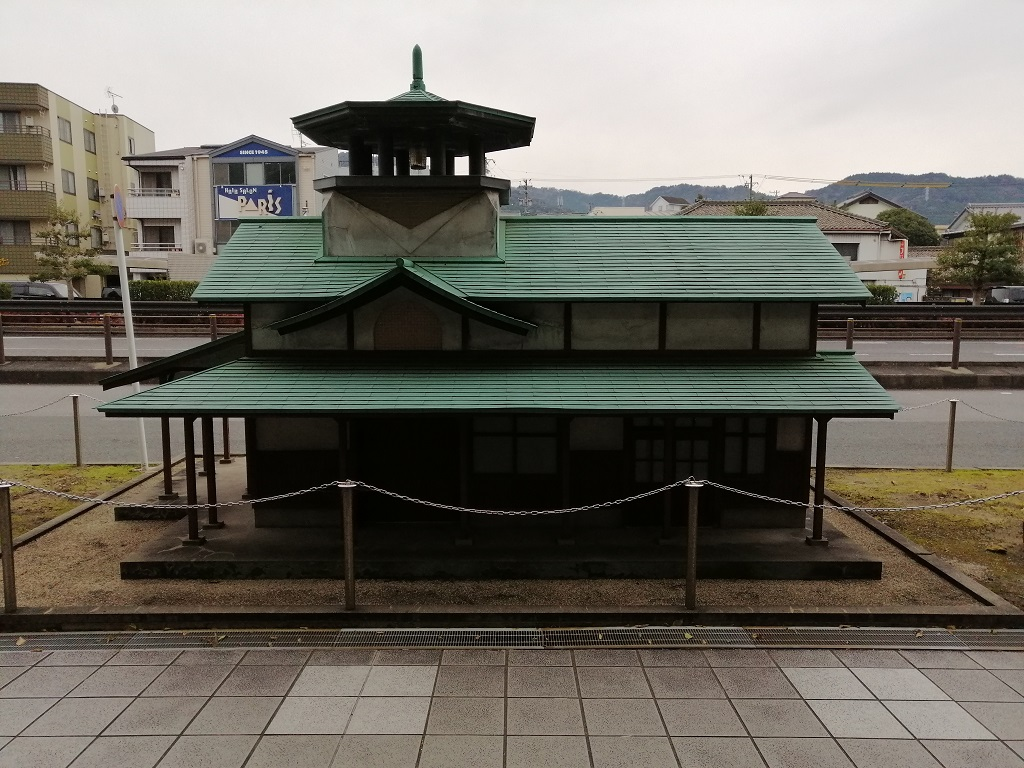
站前的舊車站大樓模型

### 配線圖
| ← 豐橋方向      | 本宿站 站內配線略圖 | → 東岡崎、 名古屋方向 |
| 图例 参考文献： |                     |                       |

## 使用狀況
- 在中提及在2013年度，當時1日平均上下車人次為5,374人，為名鐵所有車站（275站）排名第76，名古屋本線（60站）中排名第26[6]。
- 在中提及在1992年度，當時1日平均上下車人次為9,927人，為除岐阜市內線均一車費區間內各站（岐阜市內線、田神線、美濃町線徹明町站至琴塚站之間）外名鐵所有車站（342站）中排名第67，名古屋本線（61站）排名第25[7]。
- 在鄰近周邊5個車站之中，是唯一急行停車站，也接近東名高速道路的本宿巴士站，有許多接送客與下車客。
- 根據岡崎市統計資料，以下為近年1日平均上下車人次列表[8]：

| 年度               | 1日平均 上下車人次 |
| ------------------ | ------------------ |
| 2012年（平成24年） | 5,182              |
| 2013年（平成25年） | 5,374              |
| 2014年（平成26年） | 5,141              |
| 2015年（平成27年） | 5,160              |
| 2016年（平成28年） | 5,320              |
| 2017年（平成29年） | 5,811              |

## 車站周邊
- 國道1號
- 岡崎額田繞道（日语：岡崎額田バイパス）（國道473號（日语：国道473号））
- {國道473號（日语：国道473号）（樫山街道、鉢地峠道）
- 東名高速道路
  - 本宿巴士站（日语：本宿バスストップ）（名古屋方向步行5分鐘，靜岡、東京方向步行10分鐘）

### 車站北邊
- 本宿幼兒園
- 岡崎市立本宿小學（日语：岡崎市立本宿小学校）
- 人間環境大學（日语：人間環境大学）

### 車站東邊
- 富田醫院（富田勳的家，世襲代官富田氏工作本宿陣屋遺址）[9]
- 法藏寺（日语：法蔵寺 (岡崎市)）、近藤勇的首塚
- 愛知縣立岡崎特別支援學校（日语：愛知県立岡崎特別支援学校）

### 車站南邊
- 本宿郵局
- 豐川信用金庫（日语：豊川信用金庫） 本宿分店
- 岡崎信用金庫（日语：岡崎信用金庫） 本宿分店
- 本宿幼稚園

### 車站西邊
- 岡崎市立東海中學（日语：岡崎市立東海中学校）

## 巴士路線
JR東海巴士
- 東名高速巴士（日语：東名ハイウェイバス）「東名本宿（日语：本宿バスストップ）」

名鐵巴士
車站前設有「本宿」巴士站
- 本宿・額田線（綠町方向 本宿循環）
- 本宿・額田線（往豐興工業前）※只限平日
- 闇苅線 （額田分所前、闇苅溪谷方向）
- 美合・病院線 （羽栗、美合站方向）

## 相鄰車站
名古屋鐵道
 名古屋本線
□快速特急、■特急
通過
□快速特急（特別停車）、■特急（特別停車）、■急行
國府（NH04）－本宿（NH08）－美合（NH11）
■準急
國府（NH04）－本宿（NH08）－藤川（NH10）
■普通
名電長澤（NH07）－本宿（NH08）－名電山中（NH09）

## 注腳
1. ↑  名古屋鐵道廣報宣傳部（編）. . 名古屋鐵道. 1994: 1006.
2. ↑  名古屋鐵道廣報宣傳部（編）. . 名古屋鐵道. 1994: 1076.
3. ↑  名古屋鐵道廣報宣傳部（編）. . 名古屋鐵道. 1994: 570.
4. 1 2  駅時刻表：名古屋鉄道・名鉄バス （页面存档备份，存于），2019年3月23日參閲
5. ↑  電氣車研究會，『鐵道畫刊』通卷第816號 2009年3月 臨時特刊號 「特集 - 名古屋鉄道」，卷末收錄「名古屋鐵道 配線略圖」
6. ↑  名鐵120年史編纂委員會事務局（編）. . 名古屋鐵道. 2014: 160–162.
7. ↑  名古屋鐵道廣報宣傳部（編）. . 名古屋鐵道. 1994: 651–653.
8. ↑   (PDF). 岡崎市.   [2019-04-05]. （原始内容存档 (PDF)于2016-11-16）.
9. ↑  １９９４年９月　國道１號本宿地區東海道文藝復興事業委員會、鄉土史本宿研究會「本宿町導板說明」本宿町

## 外部連結
- 本宿 - 名古屋鐵道